# Bruno Onyemaechi
Bruno Onyemaechi, né le 3 avril 1999 à Owerri au Nigeria, est un footballeur international nigérian qui évolue au poste d'arrière gauche à l'Olympiakós.

## Biographie

### En club
Né à Owerri au Nigeria, Bruno Onyemaechi est notamment formé au Portugal par le CD Feirense.
Le 17 août 2022, Bruno Onyemaechi rejoint le Boavista FC sous la forme d'un prêt d'une saison, avec option d'achat.
Il joue son premier match pour le club le 27 août 2022, lors d'une rencontre de championnat face au Benfica Lisbonne. Il est titularisé et son équipe s'incline par trois buts à zéro. Onyemaechi inscrit son premier but pour Boavista le 20 décembre 2022, lors d'une rencontre de coupe de la Ligue portugaise face à l'Académico de Viseu FC. Buteur dans les derniers instants du match, il ne peut éviter la défaite de son équipe (2-1 score final).
En juillet 2023, alors qu'il est courtisé par le FC Porto après sa bonne saison Onyemaechi s'engage définitivement avec le Boavista FC, le club levant l'option d'achat. Il signe un contrat de trois ans. Lors du mercato hivernal, Boavista et le FC Nantes s'accordent initialement pour un transfert d'Onyemaechi contre une indemnité de transfert estimée à trois millions d'euros avant que le club nantais ne se ravise et engage un autre joueur.

### En sélection
Bruno Onyemaechi honore sa première sélection avec l'équipe nationale du Nigeria le 10 septembre 2023, contre Sao Tomé-et-Principe. Il est titularisé et son équipe l'emporte par six buts à zéro.
Le 29 décembre 2023, il est retenu dans la liste des vingt-cinq joueurs nigérians sélectionnés par José Peseiro pour disputer la Coupe d'Afrique des nations 2023.